# Acontia nephata
Acontia nephata är en fjärilsart som beskrevs av George Thomas Bethune-Baker 1911. Acontia nephata ingår i släktet Acontia och familjen nattflyn. Inga underarter finns listade i Catalogue of Life.